# Pagig
Pagig é uma comuna da Suíça, no Cantão Grisões, com cerca de 72 habitantes. Estende-se por uma área de 5,24 km², de densidade populacional de 14 hab/km². Confina com as seguintes comunas: Castiel, Furna, Lüen, Molinis, Sankt Peter, Trimmis, Tschiertschen.
A língua oficial nesta comuna é o Alemão.